# 러브 포션 넘버 9
《러브 포션 넘버 9》(영어: Love Potion No. 9)는 미국에서 제작된 데일 로너 감독의 1992년 로맨틱 코미디 영화이다. 테이트 도너번, 샌드라 불럭 등이 출연하였고, 데일 로너 등이 제작에 참여하였다.

## 출연
- 테이트 도너번
- 샌드라 불럭
- 메리 마라
- 데일 미드키프
- 힐러리 B. 스미스
- 앤 밴크로프트
- 딜런 베이커
- 블레이크 클라크
- 리베카 스타브
- 에이드리언 폴
- 릭 라이츠

## 기타 제작진
- 협력 제작: 제프리 다우너
- 배역: 웬디 커츠먼
- 미술: 린다 펄
- 세트: 샐리 니콜라우 해밀턴
- 의상: 티머시 다시